# Akaflieg Stuttgart fs 33
Die Akaflieg Stuttgart fs 33 „Gavilán“ ist ein doppelsitziges Segelflugzeug der Akaflieg Stuttgart.

## Geschichte und Konstruktion

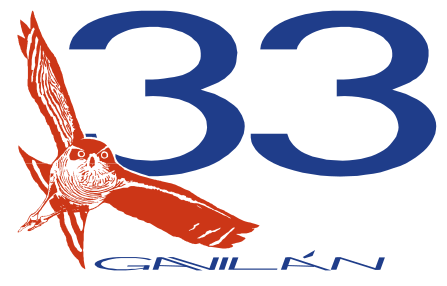
Signet der fs 33

Die „Gavilán“ (spanisch, dt. „Sperber“) entstand ab 1990 als Reaktion auf die Neudefinition der 20-m-Doppelsitzer-Wettbewerbsklasse der FAI im Herbst 1989. Auslegungsziel des Flugzeugentwurfs war eine hohe Flugleistung bei gleichzeitig gutmütigen Flugeigenschaften sowie eine gute Alltagstauglichkeit. Bereits existierende Fertigungsformen wurden genutzt, um die Entwicklungs- und Bauzeit zu reduzieren.
Auf der Rumpfform der fs 31 basierende Berechnungen zur Bestimmung von Geometrie und Masse des Leitwerks führten zur Verwendung einer Nimbus-3D-Seitenflosse und eines leicht modifizierten Nimbus-4D-Höhenleitwerks. Ein großer Teil der Steuerstangen im Cockpit, die Radbremse und das hintere Querkraftrohr wurde von der Schleicher ASH 25 übernommen.
Die Tragflächen wurde in den um 2,5 Meter verlängerten Formen der fs 32 gebaut. Deren komplexer Fowler-Flügel wurde durch eine Wölbungsklappe ersetzt.
Der Mitteldecker wurde hauptsächlich in CFK-Verbundbauweise gefertigt, im Cockpitbereich in Hybridbauweise aus CFK und aramidfaserverstärktem Kunststoff. Die Tragflügelholme sind massesparend aus Kohlenstofffasergelege gefertigt. Genau wie bei der fs 31 verläuft die Trennebene der Rumpfschalen horizontal, um durch Vermeidung einer Verklebung unter dem Cockpit die Sicherheit für die Besatzung für den Fall einer Bruchlandung zu erhöhen.
Die 20 Meter spannende Dreifachtrapez-Tragfläche hat über die gesamte Breite reichende Flaperons, die über einen Mischer an der Wurzelrippe angesteuert werden. Die Winglets am Randbogen sind austauschbar.
Das ursprüngliche Einziehfahrwerk aus CFK wurde nach einer Bruchlandung durch eine Stahlkonstruktion ersetzt. Im Jahr 2016 wurden für die fs 33 neue Winglets gebaut.

## Flugbetrieb

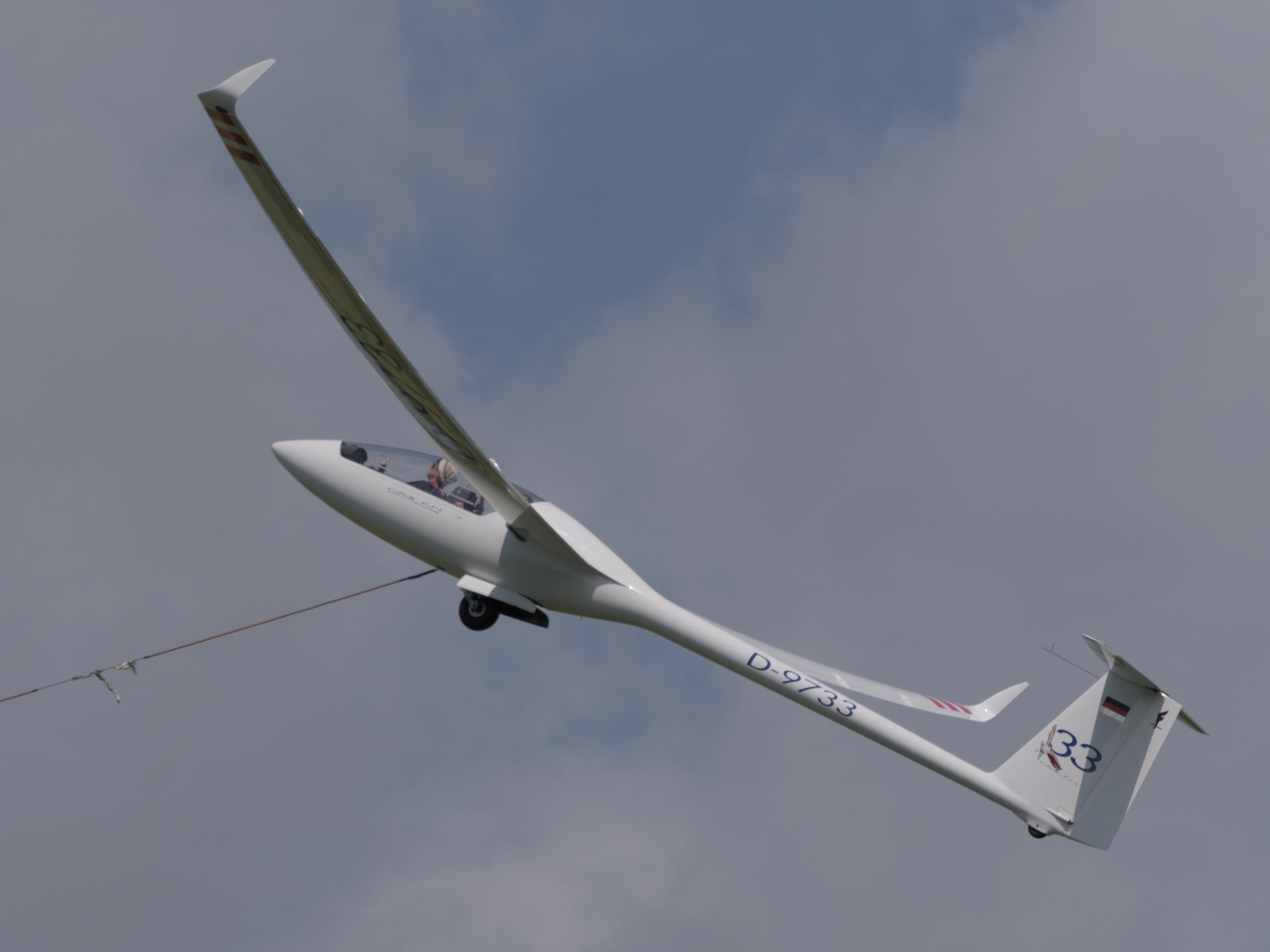
Im Windenstart, Segelfluggelände Kammermark 2025

Das Flugzeug wurde der Öffentlichkeit auf der AERO Friedrichshafen 1997 vorgestellt. Der erste Flug war am 28. Mai 1998 in Aalen-Elchingen. Die darauffolgende Flugerprobung verlief problemlos bis auf einen Flug, bei dem die linke Bremsklappe ungewollt ausfuhr und klemmte. Eine Wiederholung dieses Ausfahrens, diesmal beider Bremsklappen, führte zur Außenlandung am 11. Juni 2000, bei der der Rumpf, die Tragfläche und das Fahrwerk schwer beschädigt wurden.
Wegen des Projektstarts der fs 34 stand die aufwändige Reparatur eine Zeit lang in Frage und wurde schließlich im Oktober 2000 begonnen. Die Tragfläche wurde mithilfe von Rolf Schmid vom LTB Technoflug durchgeführt. Nach Abschluss aller Reparaturen flog das Flugzeug ab dem 15. Mai 2002 wieder, bis es 2014 wegen Beschädigung der Flaperons aus dem Flugbetrieb genommen werden musste und 2016 nochmals wegen eines Tragflächenschadens.

## Technische Daten

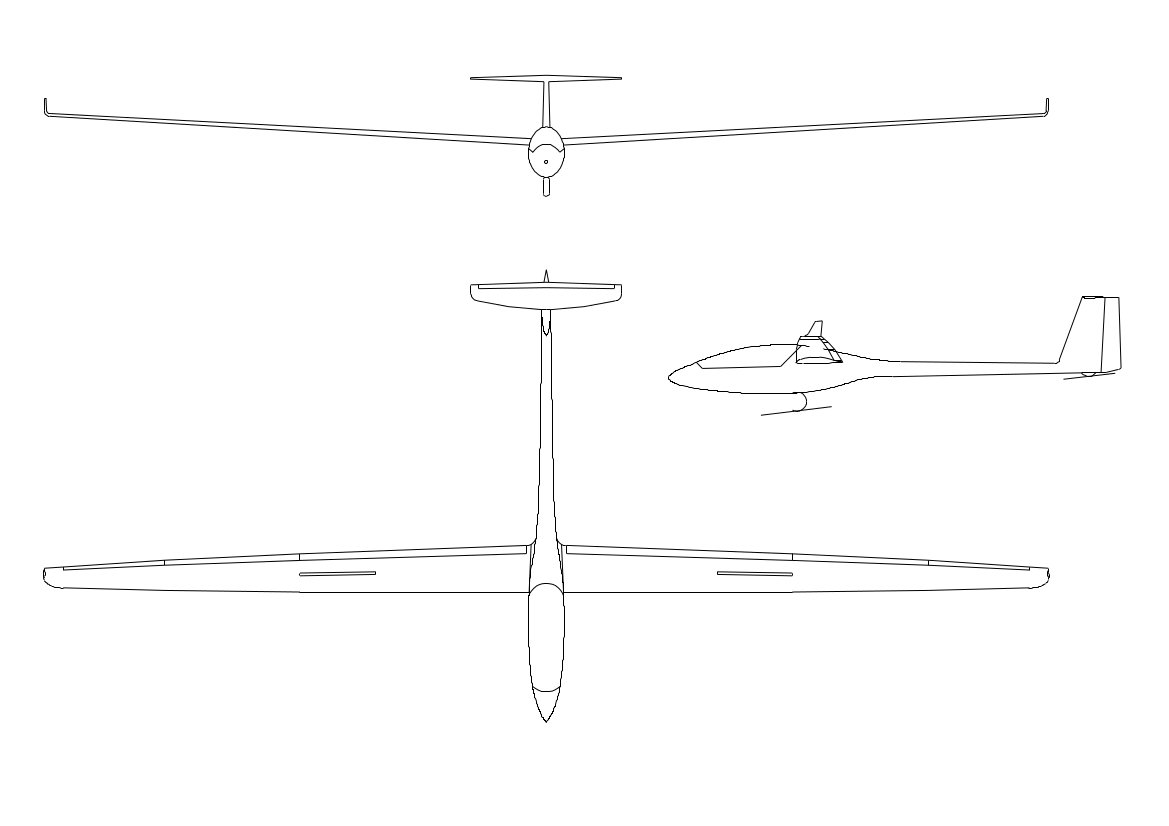
Dreiseitenriss

| Kenngröße              | Daten          |
| ---------------------- | -------------- |
| Besatzung              | 1+1            |
| Länge                  | 8,98 m         |
| Spannweite             | 20,00 m        |
| Flügelfläche           | 14,43 m²       |
| Flügelstreckung        | 27,7           |
| Flügelprofil           | AH 81-K-144/17 |
| Leermasse              | 408,5 kg       |
| max. Startmasse        | 640 kg         |
| Höchstgeschwindigkeit  | 280 km/h       |
| Mindestgeschwindigkeit | 74 km/h        |